# James Fitzpatrick

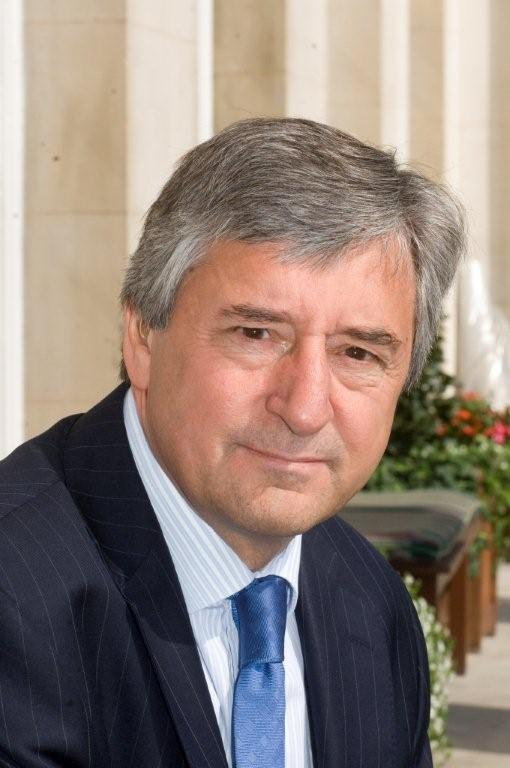
Jim Fitzpatrick MP

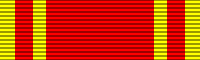
Cinta de la
«Fire Brigade Medal»

James (Jim) Fitzpatrick (Glasgow en Escocia, 4 de abril de 1952) es un político británico del partido Laborista.
Desde 1997 miembro del parlamento para la circunscripción de Poplar & Limehouse en Londres fue parte del gobierno del Reino Unido de 2005 hasta 2010.

## Vida personal
Exbombero Fitzpatrick que tiene dos hijos de un matrimonio anterior se casó con Dra. Sheila Fitzpatrick MBE. 
Recipiente de la Fire Brigade Medal del Reino Unido, es freeman (ciudadano) de la Ciudad de Londres y liveryman de la Worshipful Company of Shipwrights. Le sigue la fe católica.